# Empobrecer al vecino
Empobrecer al vecino (en inglés beggar my neighbour o beggar thy neighbour), en política económica internacional, es buscar el beneficio del país a costa de los demás. Es una de las prácticas del proteccionismo económico, nacionalismo económico, proteccionismo competitivo o deflación competitiva, por la que se pretende empeorar la situación económica de los países vecinos con el objeto de resolver los problemas económicos propios. En general, consiste en la aplicación de aranceles y límites altos a la importación con el fin de proteger la producción nacional y los puestos de trabajo, extrayendo el máximo de capital al país del cual se importa la mercancía para suavizar el choque de la crisis en los países afectados. Se establecen depreciaciones tácticas de la moneda, guerra de divisas, aranceles, etc. para perjudicar a otros países en beneficio propio. A la larga esta práctica acabaría empobreciendo a todos.
Esta práctica tuvo su origen en el crack del 29, provocando el hundimiento de las economías de los países europeos afectados por la Gran Depresión. Solamente fue superada después de la Segunda Guerra Mundial con la implantación del keynesianismo económico internacional que rompió con el dogma de la economía clásica.
Según algunos analistas, ante la crisis crisis económica de 2008-2011 se habría vuelto a utilizar la política de empobrecer al vecino.

## Antecedentes
A finales de 1929, Estados Unidos estaba en la más profunda crisis económica de la historia después de haber pasado un periodo de bienestar conocido como los felices años veinte. La bolsa arruinó a miles de inversionistas. Esto repercutió en todas las empresas estadounidenses y que, como consecuencia, debieron de hacer reestructuraciones en sus plantillas. A causa de esto, el desempleo aumentó considerablemente. Al no consumir la gente por su mala situación económica, se creó una crisis de subconsumo, es decir, el convencimiento de que la bolsa y sus valores de cotización bajarían aún más, hizo que las familias no compraran. Esto provocó una gran acumulación de stocks, por lo que los empresarios tuvieron que despedir a más trabajadores y, de esta forma, se creó un círculo vicioso en el cual aumenta el desempleo, baja el consumo, los empresarios se arruinan y vuelta a empezar.

## La depresión en Europa
Estados Unidos era el país proveedor de productos principal a escala mundial. Al caer en la crisis, EE. UU. no pudo proporcionar más productos para poder mantener su propia economía. Al no recibir Europa sus productos, el descenso de la producción industrial se hizo notable, llegando a un 30% menos de su producción después de la Guerra. Esta situación empeoró con la quiebra del Credit Anstalt. Todo ello llevó a una crisis financiera que provocó la quiebra de los principales bancos de Checoslovaquia, Rumanía, Hungría y Alemania. La caída del Darmstädter Bank de Alemania provocó la recesión económica de este país y su repercusión en los Estados con comercios con Alemania. Por otro lado, Gran Bretaña padeció también los efectos de la crisis; la primera potencia del mundo se veía hundida económicamente. La imposibilidad de mantener la libra como moneda central del sistema monetario internacional la llevó a la quiebra. Sostener esta moneda suponía sostener una cotización demasiado elevada que encarecía las exportaciones y abarataba las importaciones. Viendo la desconfianza generada por la libra, se empezó a recurrir al uso de la moneda en oro para los acuerdos económicos internacionales. Ante todos estos desequilibrios económicos internacionales se recurrió a acuerdos como el clering, que consistía en saldar los acuerdos internacionales con mercancías.

## El momento de «empobrecer al vecino»
Llegados a este punto, los países de Europa tenían dos problemas que solucionar para estabilizar su economía:
Abaratamiento de exportacionesLas exportaciones eran la base esencial del capitalismo. Los ingresos vienen de la venta de estas mercancías, y el encarecimiento de estas provoca que no sea rentable el libre comercio, cosa inconcebible para entonces. Para solucionar este problema se recurrió a la devaluación de la moneda. El país pionero en esta acción fue Gran Bretaña. De esta manera se conseguía suavizar los precios de exportación. Después de Gran Bretaña el resto de países siguieron esta estrategia, incluido Estados Unidos.
Encarecimiento de las importacionesEs lógico que ante un país que exporta productos a muy alto precio y otro que lo recibe a un precio de importación muy bajo se cree una situación de conflicto. Para poder solucionar estos precios tan baratos de importación se recurrieron a medidas proteccionistas. De esta manera si se quería importar algo se debían pagar aranceles.
Estos dos puntos iban en contra del libre comercio, que es la base del capitalismo tan presente en la sociedad del momento. La respuesta de la mayor parte de los gobiernos ante las medidas proteccionistas fue adoptar medidas de represalia en forma de tarifas más elevadas, o contingentes máximos. A esta política es a la que se conoce como beggar my neighbour.

## Consecuencias
La aplicación de esta política económica mejoró ligeramente el comercio interior de cada país, pero hundió todavía más el comercio internacional. Este hundimiento afectó especialmente a los países de Asia y América Latina. Estos eran los principales exportadores de materias primas y alimentos a escala mundial. La disminución de sus ingresos les impidió devolver los préstamos obtenidos. La posición de las economías no industrializadas empeoró todavía más. Para contrarrestar este nefasto efecto, tuvieron que disminuir de forma radical sus importaciones, lo que afectó también a los países industrializados, ya que eran los que exportaban a estos países.